# Wansford, East Riding of Yorkshire
Wansford är en by i civil parish Skerne and Wansford, i distriktet East Riding of Yorkshire, i grevskapet East Riding of Yorkshire, i England. Byn är belägen 4 km från Driffield. Wansford var en civil parish 1866–1935 när blev den en del av Skerne. Civil parish hade 142 invånare år 1931.